# Юлий Класик
Юлий Класик (на латински: Julius Classicus) е тревериец от Галия и римски узурпатор против император Веспасиан през късния 1 век.
Той служи като командир на конническа кохорта в Долна и Горна Германия. През 70 г. се присъединява към въстанието на батавиеца Гай Юлий Цивилис и лингониеца Юлий Сабин против Рим. Той превзема легионския лагер Novaesium (Neuss) и кара войниците да му се закълнат във вярност. След няколко месеца командирът Квинт Петилий Цериалис потушава въстанието.